# Elecciones generales de Lesoto de 2017
Unas elecciones generales adelantadas se llevaron a cabo en Lesoto el 3 de junio de 2017, tras el triunfo de una moción de censura perpetuada por Tom Thabane contra el primer ministro Pakalitha Mosisili. Fueron convocadas más de tres años antes de lo previsto, siendo la segunda vez que se adelantaban las elecciones generales en una misma década, lo que se tradujo en un agotamiento de la población y una consecuente baja participación.

## Antecedentes
Pakalitha Mosisili gobernó Lesoto desde su aplastante triunfo en las elecciones de 1998 hasta la fragmentación de su partido (el Congreso Democrático) y posterior desplome electoral en 2012. Tom Thabane asumió entonces la jefatura de gobierno en virtud de una coalición opositora, que finalmente se disgregó en 2014 (en medio de una serie de acusaciones de golpe de Estado por parte del Primer ministro), forzando a Thabane a adelantar las elecciones generales a 2015. En ellas fue derrotado por Mosisili, quien retornó al poder. Thabane, afirmando que temía por su vida, partió a un autoexilio.
En noviembre de 2016, el vicepresidente del Congreso Democrático, Monyane Moleleki, anunció que había llegado a un acuerdo con los partidos de la coalición gobernante para retirar a Mosisili del poder y reemplazarlo con él. En respuesta a esto, en enero de 2017, Mosisili expulsó a Moleleki de su partido y este, con un grupo de partidarios, estableció la Alianza de los Demócratas, un nuevo partido. Ante la pérdida de mayoría absoluta de la coalición, Thabane retornó del autoexilio el 1 de marzo, afirmando que estaba arriesgando su vida al volver al país, y sometió a Mosisili a una moción de censura, que salió exitosa. Ante la disyuntiva de dimitir en favor de Moleleki y convocar a elecciones anticipadas, Mosisili solicitó al Rey Letsie III la disolución del parlamento y el llamado a elecciones, que se dio el 3 de marzo, a pesar de las protestas de la oposición. El anuncio oficial se dio el 13 de marzo y las elecciones se organizaron para el 3 de junio.

## Sistema electoral
Los 120 miembros de la Asamblea Nacional de Lesoto son elegidos utilizando el sistema de representación proporcional mixta, con los votantes emitiendo un solo voto. Ochenta miembros son elegidos en circunscripciones uninominales por escrutinio mayoritario uninominal, y los restantes cuarenta son elegidos de una circunscripción única en todo el país con una lista cerrada como "asientos de ajuste". Los votos de cada circunscripción se suman (con los votos emitidos a favor de candidatos independientes ignorados) para dar un total a nivel nacional para cada partido. Una cuota de los 120 escaños totales en la Asamblea Nacional se calcula entonces usando el porcentaje de votos de cada partido y el número de escaños obtenidos en las circunscripciones se deduce con el fin de dar el número del 40 asientos de ajuste, asientos que recibe un partido. Si el número total de asientos debido a ser otorgado es menor que 120, se utiliza el método del resto mayor para distribuir los asientos de ajuste restantes.

## Resultados
Los resultados parciales anunciados el 5 de junio daban a la Convención de Todos los Basotos, (ABC) partido de Tom Thabane, una clara mayoría, pues ganó en cincuenta y cinco circunscripciones contra ocho ganadas por el Congreso Democrático, (DC) partido de Mosisili.
El 6 de junio se anunciaron los resultados completos que daban al ABC mayoría simple con 48 escaños, mientras que el DC descendía hasta tener 30. El ABC anunció posteriormente que formaría un gobierno de coalición con la Alianza de los Demócratas, el Partido Nacional Basoto y el Congreso Reformado de Lesoto. El 8 de junio, Mosisili presentó al Rey Letsie III su dimisión, pero permaneció como Primer ministro en funciones hasta que el parlamento confirmara la elección de Thabane. El 9 de junio, Mothetjoa Metsing, líder del Congreso por la Democracia de Lesoto, anunció que no había necesidad de disolver el gobierno incumbente, y que podía formarse un "gobierno de unidad nacional" para resolver el problema del parlamento fragmentado.
| Partido                            | Partido                                    | Votos     | %     | Escaños         | Escaños | Escaños | +/–   |
| Partido                            | Partido                                    | Votos     | %     | Circunscripción | RP      | Total   | +/–   |
| ---------------------------------- | ------------------------------------------ | --------- | ----- | --------------- | ------- | ------- | ----- |
|                                    | Convención de Todos los Basotos            | 235.729   | 40.52 | 47              | 1       | 48      | +2    |
|                                    | Congreso Democrático                       | 150.172   | 25.82 | 26              | 4       | 30      | –17   |
|                                    | Congreso por la Democracia de Lesoto       | 52.052    | 8.95  | 1               | 10      | 11      | –1    |
|                                    | Alianza de Demócratas                      | 42.686    | 7.34  | 1               | 8       | 9       | Nuevo |
|                                    | Movimiento para el Cambio Económico        | 29.420    | 5.06  | 1               | 5       | 6       | Nuevo |
|                                    | Partido Nacional Basoto                    | 23.541    | 4.05  | 0               | 5       | 5       | –2    |
|                                    | Frente Popular por la Democracia           | 13.200    | 2.27  | 1               | 2       | 3       | +1    |
|                                    | Partido Nacional Independiente             | 6.375     | 1.10  | 0               | 1       | 1       | 0     |
|                                    | Congreso Reformado de Lesoto               | 4.037     | 0.69  | 0               | 1       | 1       | –1    |
|                                    | Partido del Congreso de Basutolandia       | 3.458     | 0.59  | 0               | 1       | 1       | 0     |
|                                    | Partido Democrático de Lesoto              | 2.801     | 0.48  | 0               | 1       | 1       | Nuevo |
|                                    | Partido de la Libertad Marematlou          | 2.761     | 0.47  | 0               | 1       | 1       | 0     |
|                                    | Congreso Popular de Lesoto                 | 2.364     | 0.41  | 0               | 0       | 0       | –1    |
|                                    | Partido Democrático Nacional Basoto        | 1.818     | 0.31  | 0               | 0       | 0       | 0     |
|                                    | Partido de los Trabajadores de Lesoto      | 1.711     | 0.29  | 0               | 0       | 0       | 0     |
|                                    | Baena                                      | 1.393     | 0.24  | 0               | 0       | 0       | 0     |
|                                    | Partido Democrático de Hamore              | 1.311     | 0.23  | 0               | 0       | 0       | 0     |
|                                    | Lekhotla la Mekhoa le Meetlo               | 1.024     | 0.18  | 0               | 0       | 0       | 0     |
|                                    | Movimiento del Desarrollo Majalefa         | 1.024     | 0.18  | 0               | 0       | 0       | Nuevo |
|                                    | Unidad y Reconciliación                    | 817       | 0.14  | 0               | 0       | 0       | Nuevo |
|                                    | Congreso Africano Nacional de Basutolandia | 684       | 0.12  | 0               | 0       | 0       | 0     |
|                                    | Social Demócratas Tsebe                    | 402       | 0.07  | 0               | 0       | 0       | 0     |
|                                    | Movimiento de la Comunidad Libre           | 322       | 0.06  | 0               | 0       | 0       | 0     |
|                                    | Basoto Thabeng ea Sinai                    | 279       | 0.05  | 0               | 0       | 0       | Nuevo |
|                                    | Social Democracia Sankatana                | 246       | 0.04  | 0               | 0       | 0       | Nuevo |
|                                    | Toda la Cooperación Democrática            | 170       | 0.03  | 0               | 0       | 0       | 0     |
|                                    | Partido del Caballo Blanco                 | 139       | 0.02  | 0               | 0       | 0       | 0     |
|                                    | Movimiento de la Unidad Africana           | 78        | 0.01  | 0               | 0       | 0       | 0     |
|                                    | IND PR                                     | 37        | 0.01  | 0               | 0       | 0       | –     |
|                                    | Independientes                             | 1.641     | 0.28  | 0               | 0       | 0       | 0     |
| Vacante                            | Vacante                                    | –         | –     | 3               | 0       | 3       | –     |
| Votos en blanco/anulados           | Votos en blanco/anulados                   | 5.617     | –     | –               | –       | –       | –     |
| Total                              | Total                                      | 581.692   | 100   | 80              | 40      | 120     | 0     |
| Votantes registrados/participación | Votantes registrados/participación         | 1.253.540 | 46.85 | –               | –       | –       | –     |
| Fuente: IEC                        |                                            |           |       |                 |         |         |       |